# 罗赛洛喷泉

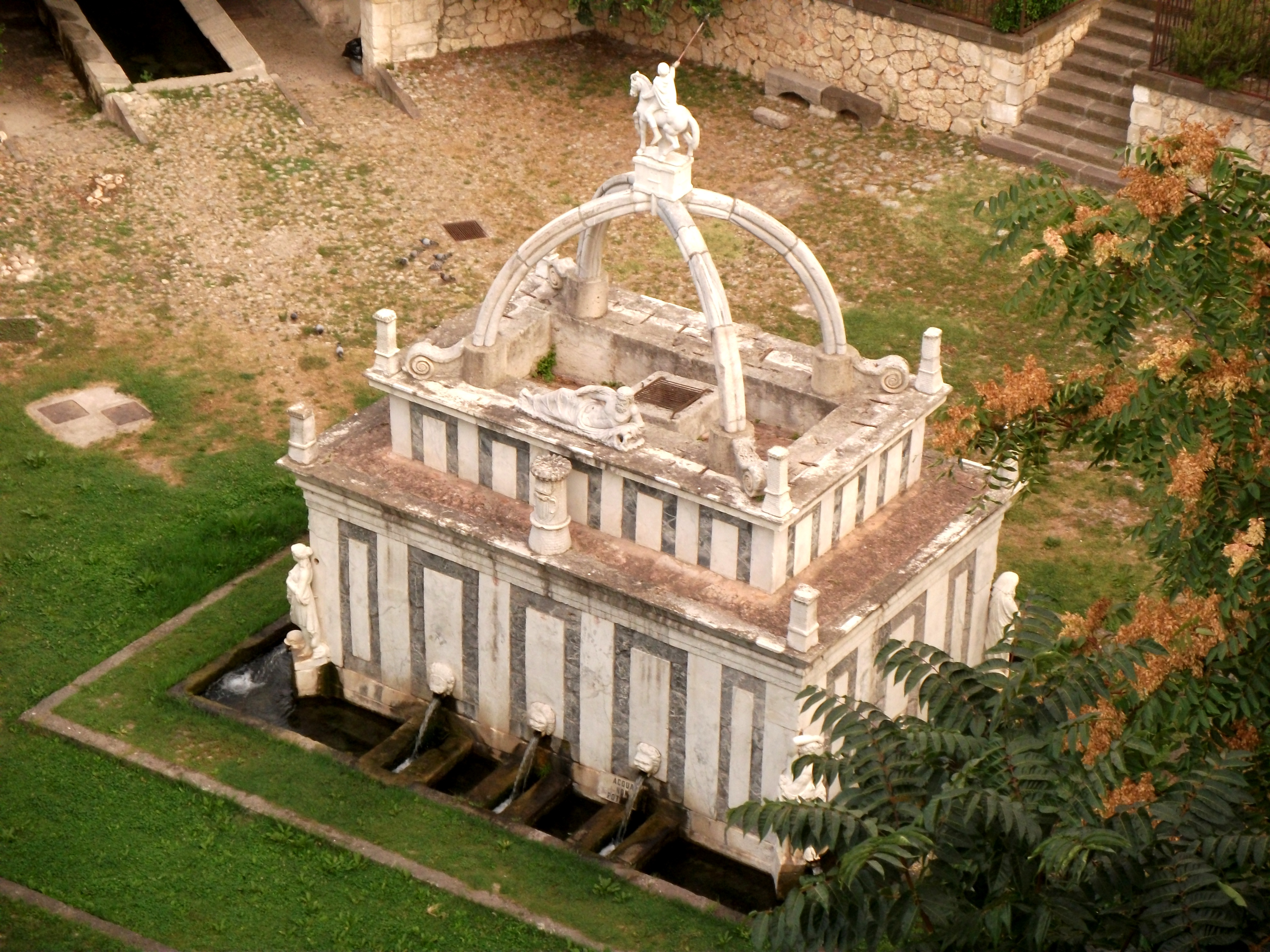
罗赛洛喷泉

罗赛洛喷泉（義大利語：Fontana di Rosello）是意大利撒丁岛萨萨里的一座历史建筑，被视为该市的标志。它位于毗邻萨萨里古城区的罗赛洛谷地的尽头，靠近建于1934年的罗赛洛桥（ponte Rosello）。

## 历史
它始建于1295年，1603-1606年由热那亚工匠改建为文艺复兴风格。 